# José Osório Goulart
José Osório Goulart (Horta, 12 de Dezembro de 1868 — Horta, 9 de Janeiro de 1960), mais conhecido por Osório Goulart, foi um poeta, escritor, conferencista e intelectual açoriano. Foi um dos fundadores do Núcleo Cultural da Horta e o seu primeiro presidente.

## Biografia
José Osório Goulart nasceu na cidade da Horta, filho de Manuel Francisco da Silva Goulart e de Maria Inácia das Neves Goulart, ambos naturais da ilha do Pico e casados no Rio de Janeiro.
Foi aluno do Liceu da Horta, tendo três anos depois de ter concluído o cursos liceal ingressado no Seminário Episcopal de Angra. Foi ordenado presbítero a 19 de Dezembro de 1891, pelo então bispo da diocese do Funchal D. Manuel Agostinho Barreto.
Regressado ao Faial, não se dedicou exclusivamente ao munus sacerdotal, antes se afirmando como um intelectual eclético, envolvendo-se em actividades diversas. Foi funcionário administrativo, advogado provisionário e professor, tendo ensinado Português no Liceu da Horta e na Escola do Magistério Primário da Horta (estabelecimento então anexo ao Liceu).
Aliás o seu envolvimento na vida cívica faialense e a sua falta de interesse pela acção eclesiástica levou-o a pedir insistentemente a dispensa de funções eclesiásticas, o que obteve em 1942.
Foi um publicista brilhante, colaborando assiduamente nos jornais O Telégrafo e Correio da Horta, de que foi fundador e primeiro director. Para além destes jornais locais, colaborou na imprensa das ilhas Terceira e São Miguel e nalguns periódicos de Lisboa e Coimbra. Na sua actividade literária foi um prosador vernáculo e um competente historiógrafo e etnógrafo, publicando múltiplos artigos de carácter científico e de divulgação sobre matérias de história e etnografia.
Para além da escrita, Osório Goulart era um orador fluente e um conferencista brilhante, tendo proferido largas dezenas de conferências e alocuções.
Osório Goulart era um nacionalista convicto, sendo adepto do Estado Novo, tendo exercido as funções de secretário do Governador Civil do Distrito Autónomo da Horta e de presidente da Junta Geral daquele distrito (1933-1935). Foi também presidente da Câmara Municipal da Horta por duas vezes, em 1918 e em 1926.
Apesar do seu ecletismo, foi na poesia que Osório Goulart mais se distinguiu. Poeta lírico e místico, assumiu-se como poeta parnasiano, a cuja escola literária se manteve fiel até ao fim da vida. Ficou conhecido como poeta da Ilha Azul pelo amor que sempre manifestou pela ilha do Faial. Rui Galvão de Carvalho afirma que a poesia de Osório Goulart exprime delicados sentimentos e nobres ideais, ao mesmo tempo que acusa uma inspiração superior e uma sensibilidade muito requintada.
Foi um dos fundadores do Núcleo Cultural Manuel de Arriaga e depois do Núcleo Cultural da Horta, de que foi o primeiro presidente.
Por iniciativa do Núcleo Cultural da Horta foi inaugurado na marginal da cidade da Horta um busto de Osório Goulart.

## Obras
Deixou uma vultosa obra, a maior parte dispersa por vários periódicos, açorianos e não só. Entre as monografias de que é autor contam-se, além de vários tomos de prosa, diversas obras poéticas. A lista que se segue é necessariamente muito incompleta:
- Álbum da Visita Régia à Ilha do Faial – Memória Narrativa, Imprensa Nacional, Lisboa, 1902;
- Bloco Ibérico. Horta, Tip. do Correio da Horta (1943);
- Figuras de Bronze. Horta, Tip. do Correio da Horta (1940);
- Horta Florida na Ilha da Ventura. Horta, Tip. do Correio da Horta (1950);
- Lição de Doutrina. Horta, Tip. do Correio da Horta (1919);
- Monografia do Castelo de Santa Cruz da Cidade da Horta, in Boletim do Núcleo Cultural da Horta, vol. 1, n.º 2, Núcleo Cultural da Horta, Horta, 1957;
- Murmúrios. Horta, Tip. do Correio da Horta (1892);
- Nas Asas do Destino. Horta, Tip. do Correio da Horta (1917);
- Névoa Dourada. Horta, Tip. do Correio da Horta (1956);
- Nove Estrelas de Portugal. Horta, Tip. do Correio da Horta (1941);
- Os Magos do Oriente. Horta, Tip. do Correio da Horta (1934);
- Pastorinhas de Judá. Horta, Tip. do Correio da Horta (1918);
- Poemas da Ilha Azul. Horta, Tip. do Correio da Horta (1953);
- Poetas micaelenses, in Insulana, II (1946) p. 668-688.
- Policromias do Céu. Horta, Tip. do Correio da Horta (1946);
- Problema gráfico de antroponímia, Ponta Delgada, 1948 (separata dos n.os 3 e 4 do vol. III da revista Insulana, XI (11) 1953, p. 245-246);
- Rimas infantis da ilha do Faial, in Insulana, I (1945) p. 647-648.
- Rimas infantis, in Insulana, III (1947) p. 346 347.
- Um Lusíada. Horta, Tip. do Correio da Horta (poemeto em dez cantos dedicados a António de Oliveira Salazar) (1934);